# Rufus Harley
Rufus Harley (* 20. Mai 1936 in Raleigh, North Carolina; † 1. August 2006 in Philadelphia, Pennsylvania) war ein US-amerikanischer Musiker des Modern Jazz (zunächst Tenor- und Sopransaxophon, Flöte), der den schottischen Dudelsack in den Jazz einführte und zeigte, dass man auch auf diesem Instrument „überzeugende Jazz-Soli improvisieren kann“ (Joachim Ernst Berendt).

## Leben und Wirken
Harley wuchs in Philadelphia auf. Er lernte in der Highschool Tenorsaxophon und spielte – beeinflusst von Sonny Stitt, John Coltrane und Sonny Rollins – in den lokalen Clubs mit Dexter Gordon und Dizzy Gillespie. 1963 sah und hörte er bei der Fernsehübertragung des Begräbnisses für John F. Kennedy eine afroamerikanische Dudelsackkapelle, die Scottish Black Watch. In der Folge kam er auf die Idee, das Instrument zu lernen und im Jazz einzusetzen. 1965 erhielt er von Atlantic-Produzent Joel Dorn einen Vertrag und spielte im selben Jahr das erste Album Bagpipe Blues auf. Die Kritik äußerte sich überschwänglich; auch Sonny Stitt und Herbie Mann waren hingerissen vom Sound des Dudelsacks und buchten Harley für ihre eigenen Alben. Auch trat er im Spielfilm Big Boy, jetzt wirst Du ein Mann! von Francis Ford Coppola auf. Bis 1970 veröffentlichte er drei weitere Alben bei Atlantic; eine weitere LP Re-Creation of the Gods erschien 1972. Auch gab er dem Boxer Muhammad Ali Unterricht auf dem Dudelsack, der Harleys Ansicht nach aus Afrika stammte. Im Juli 1974 trat er gemeinsam mit Sonny Rollins beim Montreux Jazz Festival 1974 auf (Mitschnitt The Cutting Edge); fünf Monate später auf den Berliner Jazztagen wurden sie ausgebuht (nicht viel besser erging es ihnen dem Guardian zufolge beim gemeinsamen Auftritt in Ronnie Scott’s Jazz Club).
Harley arbeitete in den nächsten Jahrzehnten als Sozialarbeiter, gab aber die öffentlichen Auftritte nicht auf. So ist er auch auf Laurie Andersons Album Big Science (1982) zu hören. Auch in den 1990er Jahren konzertierte er weiter, spielte 1993 ein Solokonzert im Lincoln Center und arbeitete mit der Hip-Hop-Band The Roots (Do You Want More?!!!??!, 1995). Auch trat er gelegentlich in amerikanischen Fernsehshows auf.
Harley starb am 1. August 2006 im Alter von 70 Jahren an den Folgen von Prostata-Krebs.

## Diskographische Hinweise
- Bagpipe Blues (Atlantic, 1965)
- Scotch & Soul (Atlantic, 1967)
- A Tribute to Courage (Atlantic, 1968)
- King/Queens (mit Nadi Qamar, Richard Tee, Eric Gale, Chuck Rainey, Jimmy Johnson, Montego Joe [Sanders]; Atlantic 1969)
- Re-Creation of the Gods (Ankh, 1972)
- Brotherly Love (mit Peter Amahl, Tony Cesarano; 1998)
- Sustain (mit Messiah Harley, Emmanuel Thompson, Joshua Yudkin, Keno Speller; Discograph, 2005)
- The Pied Piper of Jazz (Kompilation, 1965–70)